# Antonio Savasta (terrorista)
Antonio Savasta (Roma, 30 dicembre 1955) è un collaboratore di giustizia ed ex brigatista italiano.
Militante delle Brigate Rosse, con i nomi di battaglia “Diego” ed “Emilio”, ebbe un ruolo preminente negli omicidi Varisco e Taliercio e nel rapimento del generale americano James Lee Dozier. Catturato durante l’operazione dei NOCS che liberò il generale della NATO il 28 gennaio 1982 a Padova, divenne uno dei “pentiti” eccellenti delle BR, avendo acquisito una posizione di primo piano nell’organizzazione che si era denominata BR-per il Partito Comunista Combattente, guidata da Barbara Balzerani.

## Biografia
Frequenta attivamente già da giovanissimo i centri sociali antagonisti di sinistra del quartiere di Centocelle a Roma, tra le file di Potere Operaio e, allo scioglimento di questa organizzazione, nel giugno 1973, del CO.CO.CE., il Comitato Comunista Centocelle, attivo soprattutto nella lotta per il diritto alla casa e l’autoriduzione delle bollette; all'interno del Comitato entra a far parte poi del LAPP (Lotta Armata Per il Potere Proletario), nucleo semiclandestino fondato agli inizi del 1974 da Bruno Seghetti e Germano Maccari. Nel 1975 milita nei CO.CO.RI. (Comitati Comunisti Rivoluzionari) romani, che hanno anche una struttura di “lavoro illegale”, le FAC (Formazioni Armate Comuniste).
Entra nelle BR alla fine del 1976 insieme alla sua compagna Emilia Libera entrambi reclutati proprio da Bruno Seghetti.  Nel corso del 1977 milita nella brigata di quartiere e nella brigata universitaria. In particolare gli viene affidato il compito di effettuare l'inchiesta su Moro e sui movimenti del professore dentro l'Università di Roma "La Sapienza" e di manutenere la Renault 4 che servirà per il trasporto del cadavere dello statista assassinato il 9 maggio 1978 in via Caetani. Dopo il delitto Moro, nel settembre, diventa “regolare” in clandestinità ed entra nella direzione della colonna romana guidata da Morucci e Faranda.

### Omicidio Varisco
La mattina del 13 luglio 1979 a Roma un commando composto da almeno cinque brigatisti, in due distinte auto 128 Fiat, colpì il tenente colonnello dei carabinieri Giuseppe Varisco, del nucleo traduzione e scorte del tribunale. Del commando facevano parte sia Savasta che Rita Algranati, che confessarono l'omicidio. Il gruppo brigatista accostò l'auto del militare sul lungotevere Arnaldo da Brescia, dopo averlo seguito da piazza del Popolo, sparò tre colpi con un fucile a canne mozze, lanciando al termine un razzo illuminante.  Varisco era prossimo al congedo.
Il 15 febbraio 1980, in missione in Sardegna, a Cagliari, insieme ad Emilia Libera e in contatto con Barbagia Rossa per costituire una colonna sarda dell'organizzazione, sfugge rocambolescamente alla cattura ingaggiando un conflitto a fuoco con gli agenti che avevano fermato lui e la sua compagna, che viene ferita, e riuscendo a tornare in continente aggirando tutti i controlli delle forze di polizia.
Fu dopo questo episodio e l'omicidio Varisco che il Savasta ascese ai più alti gradi della gerarchia brigatista, divenendo membro prima della direzione strategica e poi, dopo l'arresto di Nadia Ponti e Vincenzo Guagliardo del 22 dicembre 1980, del comitato esecutivo dell'organizzazione; era stato delegato, dal maggio 1980, e con maggiori responsabilità politiche dopo l'arresto di Mario Moretti (4 aprile 1981), alla ricostruzione, rafforzamento e responsabilità della colonna veneta, affiancato da Cesare Di Lenardo  e Gianni Francescutti.

### Sequestro e omicidio Taliercio
Il sequestro di un dirigente di fabbrica in Veneto era stato ideato dalle BR agli inizi del 1981. Il comitato esecutivo aveva fondato il Fronte fabbriche, di cui Savasta era parte dirigente, per individuare gli obiettivi da colpire, con la logica politica della centralità operaia nella lotta di classe armata, per un’organizzazione che era fortemente scossa dalle lacerazioni interne che avevano provocato la scissione della colonna milanese della “Walter Alasia” e l’autonomizzazione sempre più spinta del Partito-Guerriglia di Giovanni Senzani appoggiato dal Fronte carceri.  Fu scelto l’ingegnere Giuseppe Taliercio, 53 anni, direttore dello stabilimento del Petrolchimico della Montedison di Porto Marghera, che era al centro di un’aspra vertenza sindacale e che il 29 gennaio dell’anno precedente aveva già visto l’omicidio di Sergio Gori, il vice direttore.
Il 20 maggio 1981, alle 13,00, un commando di quattro brigatisti mascherati da finanzieri riuscirono ad inserirsi nella sua abitazione di corso Milano, imbavagliarono la moglie e due giovani figli, lo rinchiusero in un baule e fuggirono. Due di loro, dalle ricostruzioni processuali e le confessioni di Savasta, rimasero ancora un’ora nell’abitazione per sorvegliare i familiari imbavagliati e si cucinarono un piatto di pasta. Erano lo stesso “Emilio” e Pietro Vanzi. Gli altri due erano Gianni Francescutti e Francesco Lo Bianco, che portarono il rapito in un casolare di Tarcento (UD) per sottoporlo a processo da parte di un ‘tribunale del popolo’. Dopo 47 giorni di prigionia, l’ingegnere venne assassinato con 20 colpi con due diverse pistole sparati contro il baule in cui era stato costretto a entrare. Fu Savasta a esplodere i colpi, come da sue confessioni.  Alle due di notte circa del 6 luglio una Fiat 128 venne ritrovata a pochi passi da uno dei cancelli del Petrolchimico di Marghera con il cadavere di Taliercio nel bagagliaio.
Nel febbraio 1985, già collaboratore di giustizia, dal carcere Savasta scrisse una lettera alla vedova del dirigente industriale, Gabriella, in cui riconosceva a suo marito “una dignità altissima” senza la quale “io sarei perduto nel deserto”.

### Il sequestro Dozier e la cattura
La scelta di colpire un generale della NATO ha un duplice intento: esterno, per collegarsi alle lotte antimperialiste e alle manifestazioni pacifiste che sono divenute sempre più numerose e combattive dopo la decisione resa nota del Consiglio Atlantico di installare i missili cruise con ordigni nucleari nella base NATO di Comiso;  interno, per recuperare consenso dal fronte delle carceri. La colonna veneta da sola non basta: da Roma vengono delegati all'operazione Dozier Emilia Libera e Marcello Capuano. Dalla Toscana, Giovanni Ciucci. Sono tutti sotto la direzione di Antonio Savasta.
Con il grado di generale di brigata, James Lee Dozier aveva l'incarico di sottocapo di stato maggiore logistico presso il quartier generale delle forze terrestri della NATO nell'Europa meridionale (FTASE) a Verona.
La tecnica è la stessa messa in opera nel sequestro Taliercio: una squadra di quattro brigatisti, stavolta travestiti da idraulici, si introducono nell'abitazione del generale, dopo una breve colluttazione lo costringono ad accucciarsi in un baule, legano e imbavagliano la moglie per ritardare l'allarme e fuggono verso Padova, città dove tratterranno prigioniero l'ostaggio in via Pindemonte, sotto una tenda da campeggio, la stessa di Taliercio. È il 17 dicembre 1981. L'interrogatorio del generale procederà con fatica e improduttivamente: Savasta, che lo conduce, non conosce l'inglese e il generale o non sa o non vuole dire quello che le BR vogliono che dica. Ma intanto si scatena la caccia all'uomo per stanare i brigatisti e liberare l'ostaggio, il presidente USA Reagan manda aiuti investigativi, ma risulteranno inutili. Sarà la polizia italiana, seguendo indizi casuali, che portano ad un ‘irregolare’ che conosce l'ubicazione del luogo di prigionia e che aveva guidato il furgone dal luogo di rapimento alla base e che confessa, Ruggero Volinia,a scoprire il covo patavino e liberare il generale il 28 gennaio 1982, catturare i brigatisti con un'operazione dei NOCS senza spargimento di sangue, che risultò particolarmente spettacolare ed efficace, con i complimenti del ministro dell'interno Virginio Rognoni e dello stesso presidente USA.

Antonio Savasta, inginocchiato, accarezza Emanuela Frascella, coimputata al processo Dozier, Corte d'assise di Verona, 8 marzo 1982

### Il caso delle torture e le confessioni
Catturati e arrestati insieme a Giovanni Ciucci, Emanuela Frascella e Cesare Di Lenardo, Antonio Savasta ed Emilia Libera confessano subito e si impegnano a collaborare, ma con quali mezzi, anche di tortura, si ottenne il risultato è stato oggetto di un caso giudiziario su dichiarazioni di un vice-commissario della DIGOS, Salvatore Genova, che denunciò di essere stato testimone di sevizie e violenze da parte della squadra cosiddetta dell'”Ave Maria” guidata da un funzionario dell'UCIGOS, Nicola Ciocia, soprannominato il ‘prof. De Tormentis’.
Il 29 giugno 1982, su dichiarazioni di Cesare Di Lenardo, erano stati arrestati cinque poliziotti, tra cui lo stesso Genova.
La sentenza della Corte di appello di Perugia, pres. Ricciarelli, emessa il 15 ottobre 2013, a proposito della condanna per calunnia ad Enrico Triaca, poi revocata, accertò le avvenute violenze.
Del caso si era occupato qualche settimana dopo L'Espresso con un'inchiesta, firmata da Pier Vittorio Buffa, titolata in copertina In Italia c’è la tortura?, e successivamente la trasmissione RAI Chi l’ha visto?,  a partire dalla puntata dell’8 febbraio 2012.
Dal giugno 2022 Sky manda in onda la docu-serie Sky Original Il sequestro Dozier - Un'operazione perfetta e offre una ricostruzione documentata sulle vicende che accadono durante le indagini e sull’uso della tortura.

#### La “ritirata strategica”
Il 31 gennaio 1982, ad appena tre giorni dal blitz, le confessioni di Savasta avevano già portato alla scoperta di tre covi in Veneto e uno in Friuli e all'arresto di diciotto brigatisti. La colonna veneta ‘Annamaria Ludmann’ fu smantellata del tutto. Le informazioni in suo possesso come dirigente politico delle BR erano tali e tante che il 5 febbraio 1982 le Br si impegnarono nella diffusione del «Comunicato n. 6» della campagna Dozier, in cui annunciavano la loro “ritirata strategica”. Savasta depose in seguito anche in tutti i processi sul caso-Moro e nel processo contro la rivista dell’Autonomia “Metropoli” nel 1987.

### Condanne
Il 25 marzo 1982 Antonio Savasta viene condannato per il sequestro Dozier a 16 anni e 6 mesi di reclusione. In tutti gli altri processi, per gli omicidi e partecipazione a banda armata e per tutti gli altri reati che comportavano l’ergastolo, i giudici hanno applicato la legge 304/1982 per i collaboratori di giustizia. Sconta 10 anni di reclusione e ritorna libero nel 1992. Continuerà a testimoniare in tutti i processi sul caso Moro, ultimo al Quinquies il 1 febbraio 1996. In quella data dichiara di lavorare come consulente informatico.

## Documentazione
Senato della Repubblica - Camera dei deputati VIII legislatura - Commissione parlamentare d’inchiesta sulla strage di via Fani sul sequestro e l’assassinio di Aldo Moro e sul terrorismo in Italia - Atti giudiziari - Interrogatori resi da Antonio Savasta a varie autorità giudiziarie, Roma, 1993, https://www.senato.it/service/PDF/PDFServer/DF/284588.pdf
BR - Partito Comunista Combattente - Campagna Dozier / Comunicati:  nr.1, 18/12/1981 - nr. 2, 27/12/1981 - nr.3, 6/01/1982 - nr.5, 25/01/1982 - nr.6, 5/02/1982 in Le parole scritte, ed. Sensibili alle foglie, 1996, 2ª ed. 2021, pp.438-447 e 456-472